# 表恩智
表恩智（： Pyo Eunji，1989年8月11日—），中文曾譯為樸恩智、朴恩智，韓國模特兒、DJ、YouTuber、直播主，曾用網名DJ Henney、Eunji Pyoapple。

## 簡歷
表恩智出生於大韩民国，初中二年級時，原本計劃赴美国密西根州作為一年左右的交換學生，但一年後續留在美國完成高中與大學學業。表恩智獲得密西根大学會計學士學位，並取得美國注册会计师（CPA）證照。
表恩智之後在韓國的一家投資公司任職，但她無法放棄兒時成為模特兒或演員的夢想，在工作一段時間後離職。而後開始於各種自媒体上發表影片，初期以DJ的音樂影片較多，但在網路上一炮而紅的影片為穿搭造型的影片。瀏覽量最高的一部為2020年9月發表的影片，截至2023年12月已超過1,700萬次瀏覽。
表恩智特點為不僅能說韓語，還能說流利的英語。在影片中常展現姣好的身材與性感姿態，她表示是由妹妹拍攝，所以她可以放心的在鏡頭前展現各種姿態，表恩智的妹妹也知道如何展現她的風格。
2022年在日本正式開展各項演藝活動，6月19日在東京秋葉原無線電會館舉辦在日首次公開宣傳。

## 作品

### 寫真集
- 表恩智1st寫真集：輪舞曲（ピョ・ウンジ1st写真集 輪舞曲），2023年8月10日出版[2]

### 單曲
- Melt Away，2018年8月1日發表
- Amasia，2021年5月14日發表

## 外部連結
- 表恩智日本官方粉絲網站 （页面存档备份，存于） （日語）
- YouTube上的표은지Eunji Pyoapple頻道
- 表恩智的Instagram帳戶
- 표은지 Eunji Pyo的Facebook專頁
- 표은지的Twitch频道